# Tiburon (schiereiland in Haïti)

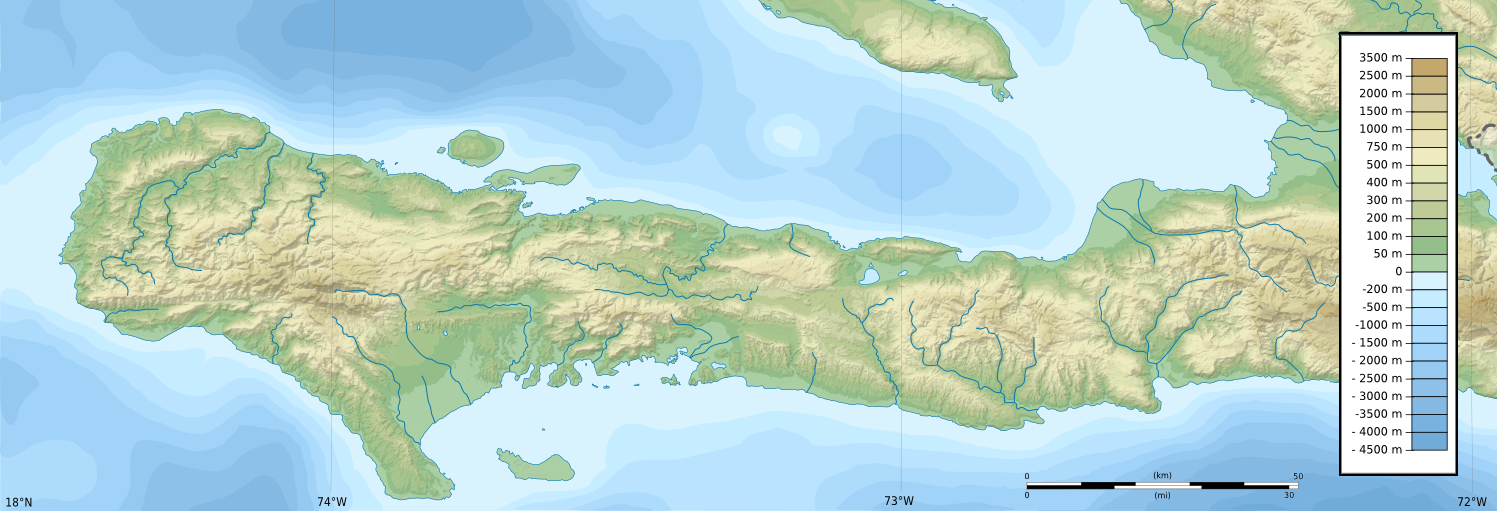
Kaart van Tiburon.

Tiburon (naar het Spaanse woord Tiburón = "haai") is een groot langgerekt schiereiland dat het zuiden van Haïti vormt. Op Tiburon liggen de departementen Grand'Anse, Nippes en Sud. Belangrijke steden op Tiburon zijn Les Cayes en Jérémie.
Door de Tiburon loopt de Enriquillo-Plantain Garden-breuk. In het westelijke deel van het schiereiland ligt het Massif de la Hotte. Het overige deel bestaat uit kalksteenheuvels met een hoogte tot 1340 meter. Vroeger waren deze bedekt met regenwoud, maar dit is grotendeels verdwenen.